# 판당고 (1985년 영화)
판당고(Fandango)는 미국에서 제작된 케빈 레이놀즈 감독의 1985년 코미디 영화이다. 케빈 코스트너 등이 주연으로 출연하였고 팀 진네만 등이 제작에 참여하였다.

## 출연

### 주연
- 케빈 코스트너
- 쥬드 넬슨
- 샘 로바즈
- 척 부시

### 조연
- 엘리자베스 데일리
- 수지 에이미스

## 제작진
- 협력프로듀서: 베리 오스본
- 배역: 메리 골드버그